# Fanie Eloff

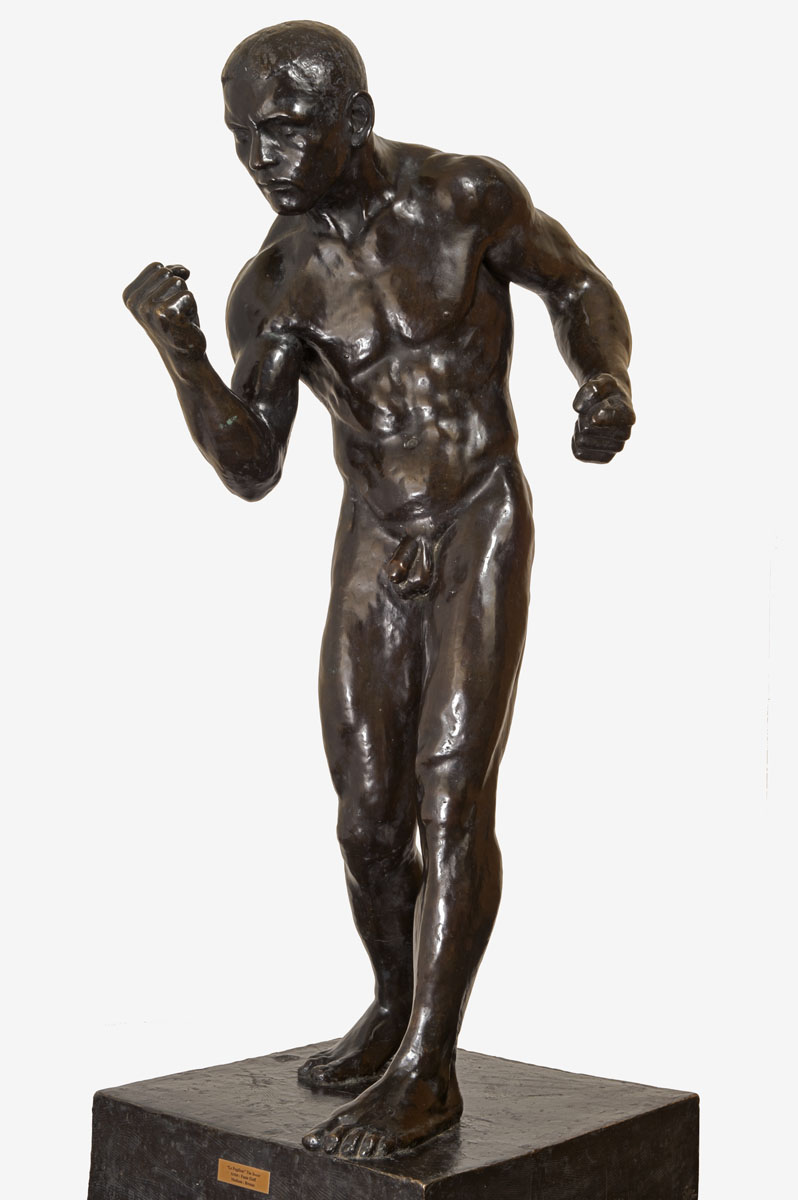
Boxer, bronze (1912)

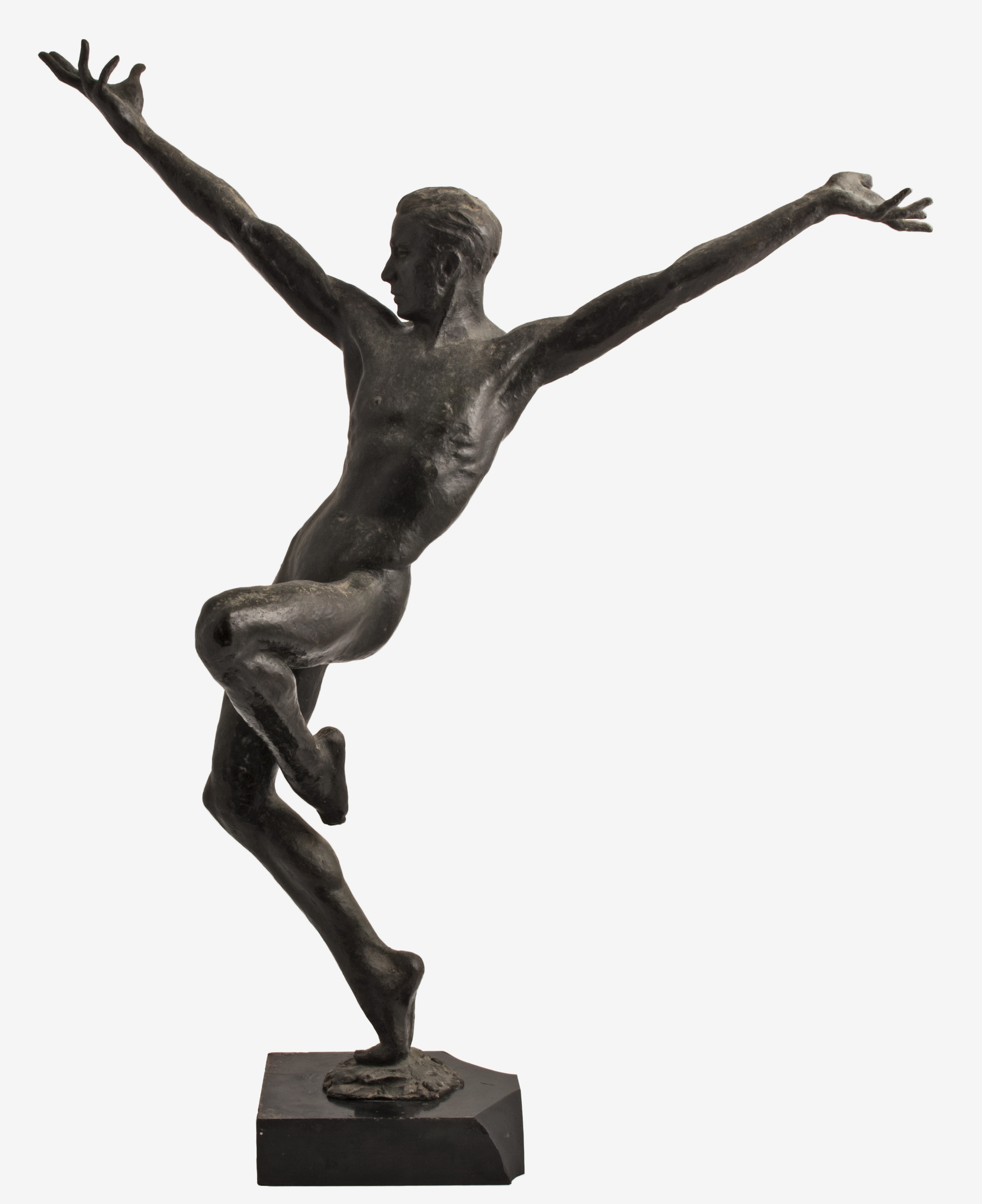
Rhapsody, bronze (1935)

Stephanus Johannes Paulus Eloff dit Fanie Eloff ou Paul Eloff, né le 7 octobre 1885 à Pretoria où il est mort le 20 novembre 1945, est un sculpteur sud africain. 

## Biographie
Il est le sixième enfant et deuxième fils de Frederik Christoffel Eloff et d'Elsie Francina Eloff (née Kruger). Le couple vivait à Pretoria près de son grand-père, le président Paul Kruger.
Il est élève de la Staats Model School de Pretoria jusqu’au déclenchement de la seconde guerre des Boers (1899-1902). La famille Eloff suit alors Paul Kruger en exil en Suisse après la chute de Pretoria le 3 septembre 1900. Après la mort de Kruger en 1904, les Eloff retournent à Pretoria et Fanie Eloff termine ses études. Il s'inscrit à la South African School of Mines de Johannesburg pour y suivre des cours de géologie.
En 1908, il décide de poursuivre ses études en Europe, à la Sorbonne à Paris, mais, passionné par les sculptures de la ville, s'inscrit dans un premier temps à un cours d'anatomie au Jardin des Plantes et devient élève de Peter David Edstrom à son école d'art de Paris.
Il expose au Salon des artistes français à partir de 1912 mais, sa famille le persuade de rentrer en Afrique du Sud lors du déclenchement de la Première Guerre mondiale. Il ne revient à Paris qu'en 1922 et, en 1924, inscrit deux sculptures aux Jeux Olympiques de Paris.
Fanie devient célèbre pour ses sculptures de nus dansants. Au début de la Seconde Guerre mondiale, il se réfugie en Afrique du Sud où sa santé s'est progressivement détériorée. Sa productivité a alors diminué. Il meurt lors d'une intervention chirurgicale d'urgence à l'hôpital général de Pretoria. Tout son domaine, y compris le contenu de son atelier à Paris, a été mis aux enchères publiques en 1948. 
Fanie Eloff est inhumé au cimetière de la rue Rebecca à Pretoria Ouest. 

## Œuvres
Quelque 102 sculptures ont été répertoriées. Elles sont conservées, entre autres, au Pretoria Art Museum (en), à l'Université de Pretoria et au Centre national d'art et de culture Georges-Pompidou ainsi que dans des espaces publics comme au Pilditch Stadium de Pretoria, dans le cimetière de Pretoria ouest (tombe de ses parents) ou encore les pots en bronze du parvis de l' Union Buildings.